# Asa com enflechamento negativo
Asa com enflechamento negativo - é a asa cuja inclinação é voltada para a parte frontal da aeronave.

## História
Projetistas alemães idealizaram, pela primeira vez, a construção de aeronaves com asas inclinadas para a frente em 1936. Na época, tais aeronaves não foram construídas.
Durante a II Guerra Mundial, a Alemanha produziu os primeiros aviões com este tipo de asa. Em 1944 os EUA fabricaram o planador de transporte utilitário Cornelius XFG-1. Este projeto acabou por ser abandonado depois de um acidente fatal. Apenas dois foram construídos.
No pós-guerra a NACA (EUA) realizou testes em túnel de vento com uma versão do Bell X-1 dotada de asas voltadas à frente. Como, poucas vantagens aerodinâmicas foram percebidas, estas experiências foram postas de lado, mesmo apesar de a URSS ter realizado testes com modelos em escala real na mesma época.
Em 1964 a alemã Hamburger Flugzeugbau fabricou o HFB-320 Hansa Jet. Até hoje, o único avião de asas com enflechamento negativo produzido em série. Apenas 47 foram produzidos.
Em fins dos anos 70 uma concorrência foi realizada pela DARPA, com a finalidade de construir um protótipo de caça com asas enflechadas negativamente. Em 1984 o resultado desta iniciativa, o Grumman X-29, fez seu primeiro voo. Mesmo apresentando um bom desempenho em testes realizados nos anos seguintes, o Departamento de Defesa dos Estados Unidos optou por encerrar o programa e os dois protótipos foram enviados a museus. Uma réplica em tamanho natural está exposta no National Air and Space Museum.
Em 1997, a russa Sukhoi apresentou o protótipo do Sukhoi Su-47 no Show Aéreo de Paris. Especialistas ocidentais suspeitaram que poderia tratar-se de um aparelho que serviria na aviação naval. Porém a Sukhoi, talvez por dificuldades técnicas ou financeiras, não o produziu em larga escala.
|                  |                |                    |              |
| Cornelius XFG-1. | Vídeo do X-29. | HFB-320 Hansa Jet. | Sukhoi Su-47 |

## Características

Comportamento do fluxo de ar nas asas com enflechamento negativo (esquerda) e nas asas com enflechamento convencional (direita).

- Em asas convencionais (asas em flecha), o ar flui para longe da fuselagem. Já na asa voltada para a frente, o fluxo de ar escoa até a junção da asa e concentra-se sobre a fuselagem;
- É possível e normalmente necessário empregar computadores para correção constante da estabilidade da aeronave. Sem esta correção, há um grande risco de o aparelho ficar incontrolável;
- Um avião com esta configuração de asa, necessita de pistas de pouso e decolagem menores que aviões com asas convencionais (carece de referência).

## Vantagens x desvantagens
Uma aeronave dotada com este tipo de asa apresenta vantagens e desvantagens:

### Vantagens
- Em uma aeronave como o F-5, pode-se experimentar, no escopo de pesquisa de controle de aeronaves naturalmente instáveis, apenas trocando sua asa por uma com enflechamento negativo;
- No caso de uma aeronave naturalmente instável, ou seja, artificialmente estável (através de controle em malha fechada), pode-se experimentar manobrabilidade excepcional.

### Desvantagens
- A estrutura da asa requer maior rigidez (ou dessintonização por massas concentradas) para aumentar a velocidade de acoplamento torção-deflexão;
- A fim de garantir a estabilidade natural da aeronave, é mais difícil o posicionamento da asa, visto que a raiz precisa estar de forma que o seu centro aerodinâmico fique a uma certa distância do centro de gravidade da aeronave;
- Aeronaves naturalmente instáveis, se em níveis muito altos, têm como catastrófica uma falha simples do sistema de controle de voo, visto que levar em modo direto o controle da aeronave significa entregar nas mãos do piloto uma aeronave praticamente impossível de ser controlada.